# 콩피에뉴 휴전 협정 (1918년)

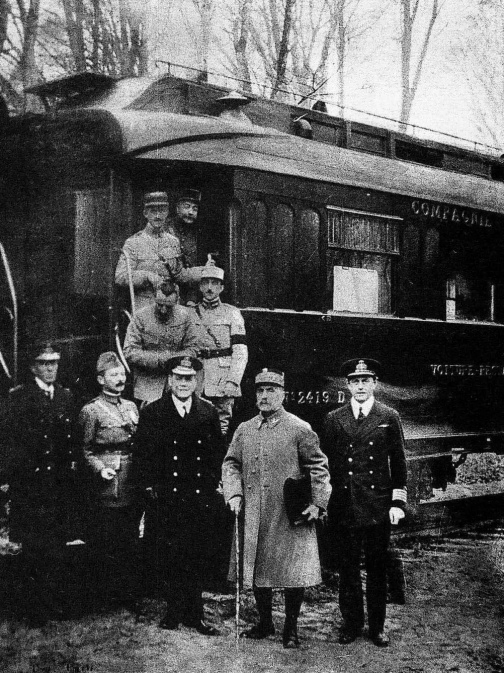
1918년 11월 11일, 독일과 연합국과의 휴전 협정이 합의에 도달한 후 촬영한 사진이다.

콩피에뉴 휴전 협정 또는 1918년 11월 11일의 휴전 협정은 1918년 11월 11일 독일 제국과 연합국 사이에 맺은 휴전 협정이다. 프랑스 콩피에뉴 콩피에뉴의 숲의 열차 차량에서 서명되어, 제1차 세계 대전 서부 전선에서의 전투를 끝맺었다.
주요 서명자는 페르디낭 포슈와 마티아스 에르츠베르거이다.
휴전 기간은 한 달이며 이후 베르사유 조약 체결에 의해 강화가 성립할 때까지의 사이에 2회 연장되었다.
후에 이날은 영령 기념일이라고 불리며 영연방 국가에서는 휴일이며, 제1차 세계 대전에 참전한 다른 여러 국가에서도 전몰자를 추도하고 참전 용사를 기념하는 날이다.

## 같이 보기
- 영령 기념일
- 재향군인의 날